# Herbert Wessel
Herbert Wessel (ur. 12 marca 1944 w Królewcu) – niemiecki lekkoatleta, wieloboista, wicemistrz Europy z 1969. W czasie swojej kariery reprezentował Niemiecką Republikę Demokratyczną.
Wystąpił w dziesięcioboju na igrzyskach olimpijskich w 1968 w Meksyku, ale nie ukończył konkurencji.
Na mistrzostwach Europy w 1969 w Atenach zdobył srebrny medal w dziesięcioboju, za swym rodakiem Joachimem Kirstem. Zajął 9. miejsce w tej konkurencji na mistrzostwach Europy w 1971 w Helsinkach.
Był mistrzem NRD w dziesięcioboju w 1968 i 1971, wicemistrzem w 1969 i 1970 oraz brązowym medalistą w 1965 i 1967.